# 盧敬堯
盧 敬堯（ろ けいぎょう、ルー・チンヤオ、英語: Lu Ching-yao、1993年6月7日 - ）は、台湾の男子バドミントン選手。

## 経歴
2016年から約8年間、楊博涵とペアを組む。
2022年のフランス・オープンでは、1回戦で世界ランク2位のマルクス・フェルナルディ・ギデオン / ケビン・サンジャヤ・スカムルジョを破るなどして、銅メダルを獲得した。
同年のハイロ・オープンでは、準決勝で世界ランク7位のキム・アストルプ / アンダース・スカールプ・ラスムセンを破り、決勝で同胞ペアを破って優勝した。初のBWFワールドツアータイトル獲得となった。
2024年6月に楊博涵とのペアを解散。
6月の高雄マスターズに、バオシン・ダグラワイとペアを組んで出場。